# Burlington (Dakota del Nord)
Burlington és una població dels Estats Units a l'estat de Dakota del Nord. Segons el cens del 2000 tenia 1.096 habitants.

## Demografia
Segons el cens del 2000, Burlington tenia 1.096 habitants, 369 habitatges, i 298 famílies. La densitat de població era de 671,7 hab./km².
Dels 369 habitatges en un 51,8% hi vivien nens de menys de 18 anys, en un 65,6% hi vivien parelles casades, en un 11,7% dones solteres, i en un 19,2% no eren unitats familiars. En el 14,6% dels habitatges hi vivien persones soles el 4,3% de les quals corresponia a persones de 65 anys o més que vivien soles. El nombre mitjà de persones vivint en cada habitatge era de 2,97 i el nombre mitjà de persones que vivien en cada família era de 3,27.
Per edats la població es repartia de la següent manera: un 35,9% tenia menys de 18 anys, un 7,4% entre 18 i 24, un 33,7% entre 25 i 44, un 16,9% de 45 a 60 i un 6,2% 65 anys o més.
L'edat mediana era de 31 anys. Per cada 100 dones de 18 o més anys hi havia 93,7 homes.
La renda mediana per habitatge era de 40.078$ i la renda mediana per família de 42.639$. Els homes tenien una renda mediana de 24.922$ mentre que les dones 19.179$. La renda per capita de la població era de 14.250$. Entorn del 2,7% de les famílies i el 3,7% de la població estaven per davall del llindar de pobresa.

## Poblacions més properes
El següent diagrama mostra les poblacions més properes.